# Пи (буква)
 Тази статия е за буквата от гръцката азбука.  За трансцендентното число вижте Пи.  
Пи (главна буква Π, малка буква π) е 16-ата буква от гръцката азбука. В гръцката бройна система с тази буква се означава 80.
В съвременния гръцки език, последователността от буквите μπ се чете /b/, тъй като β се чете /v/.
Съществува и друг вариант на изписване на малката буква пи, приличаща на омега ϖ.
Главната буква Π се използва като символ за:
- Оператор за произведение в математиката

Малката буква π се използва като символ за:
- математическа константа π ≈ 3,14159, изразяваща отношението на дължината на окръжност към нейния диаметър джобс
- елементарната частица пион в ядрената физика